# Alfa Romeo 136 RC.65
L'Alfa Romeo 136 RC.65 era un prototipo di motore aeronautico radiale a 18 cilindri doppia stella, progettato dalla italiana Alfa Romeo Milano nel 1943 caratterizzato dall'adozione di un compressore centrifugo a due stadi ottimizzato per l'utilizzo ad alta quota (6 500 metri).